# 看不见的城市
《看不見的城市》（義大利語：Le città invisibili，英語：Invisible Cities）是伊塔羅·卡爾維諾的文學作品之代表，一直都受到各地的讚揚。同類的小說包括：《命運交叉的城堡》和《如果在冬夜，一個旅人》。

## 小說內容
馬可波羅到達已經年老的忽必烈大汗的皇宮中，向大汗講著他在帝國所見到和遊覽的城市。
“看不見的城市”是不存在的城市，卻是完美的，存活於(馬可波羅或忽必烈的)腦海中，由所有不完美的城市的不同優點組合而成。忽必烈十分渴望找到這座城市，但聽過馬可波羅對其他城市的描述後，大汗就知道它根本不會以城市的形式被建造出來。

## 評論
此小說共分成9個章節，每章的首尾皆為大汗和意大利人的對話，最具哲學性質; 其餘的都為馬可波羅的口述，時以隱含的方式，時以直接的字詞，表達出各種城市的概念和存在及消亡的原因(還有城市與記憶、欲望、符號、名字、眼睛、天空和死亡等之關係)。

### 人物身份
在這裏的人物身份都不明確：亦可說所有人都是這裏的人物，例如:“我”即為馬可波羅; “你”和“旅人”即為忽必烈和讀者等等。

### 沉默
根據沉默之子(論當代小說之評論書)的分析，沉默在此書出現於大汗和意大利人之間的溝通障礙。作者麥可·伍德結論出:卡爾維諾認為模稜兩可的圖像比語言更豐富和有趣味，甚至更能夠一次暗示著數個故事而非單一的故事，這可以讓讀者(看圖者)避免了“語言那種過度而虛幻的清晰”。
然而，當大汗或馬可波羅熟悉了對方的語言，他們都能夠更精確地描述先前講過的城市，大汗亦因此而在腦海中逐漸浮現出一幅幅的圖像: “沒有清晰的口述，這幻象影幾乎完全不能被召喚出來，因為它不是不在的幻影，是圖像所不能顯示的。”